# Geophagus winemilleri
Geophagus winemilleri es una especie de peces de la familia Cichlidae en el orden de los Perciformes.

## Morfología
Los machos pueden llegar alcanzar los 19,5 cm de longitud total.

## Distribución geográfica
Se encuentra al sur de Venezuela (Río Negro ).